# 郡山市ふれあい科学館
郡山市ふれあい科学館（こおりやましふれあいかがくかん、英: Koriyama City Fureai Science Center）は、福島県郡山市にある宇宙をテーマとした科学館。愛称はスペースパーク。直径23 mのドームに五藤光学研究所製のSuper-HELIOSが設置されており、プラネタリウム施設としては日本でも有数の規模である。
郡山駅西口隣のビッグアイ20階 - 23階に所在する。地上からの高さは104.25メートルで、地上から世界一高い場所にあるプラネタリウムとしてギネス・ワールド・レコーズの認定も受けている。
2001年10月のオープンから2021年6月末まで松本零士が名誉館長を務め、科学館キャラクターとして松本がデザインしたキャラクターが採用されている。
2022年10月からは福島県出身の渡部潤一が名誉館長に就任している。
2023年4月からネーミングライツ（命名権）が導入され、高柳電設工業株式会社とのネーミングライツ・スポンサー契約により施設の愛称が「高柳電設工業スペースパーク」となった。契約期間は5年間。

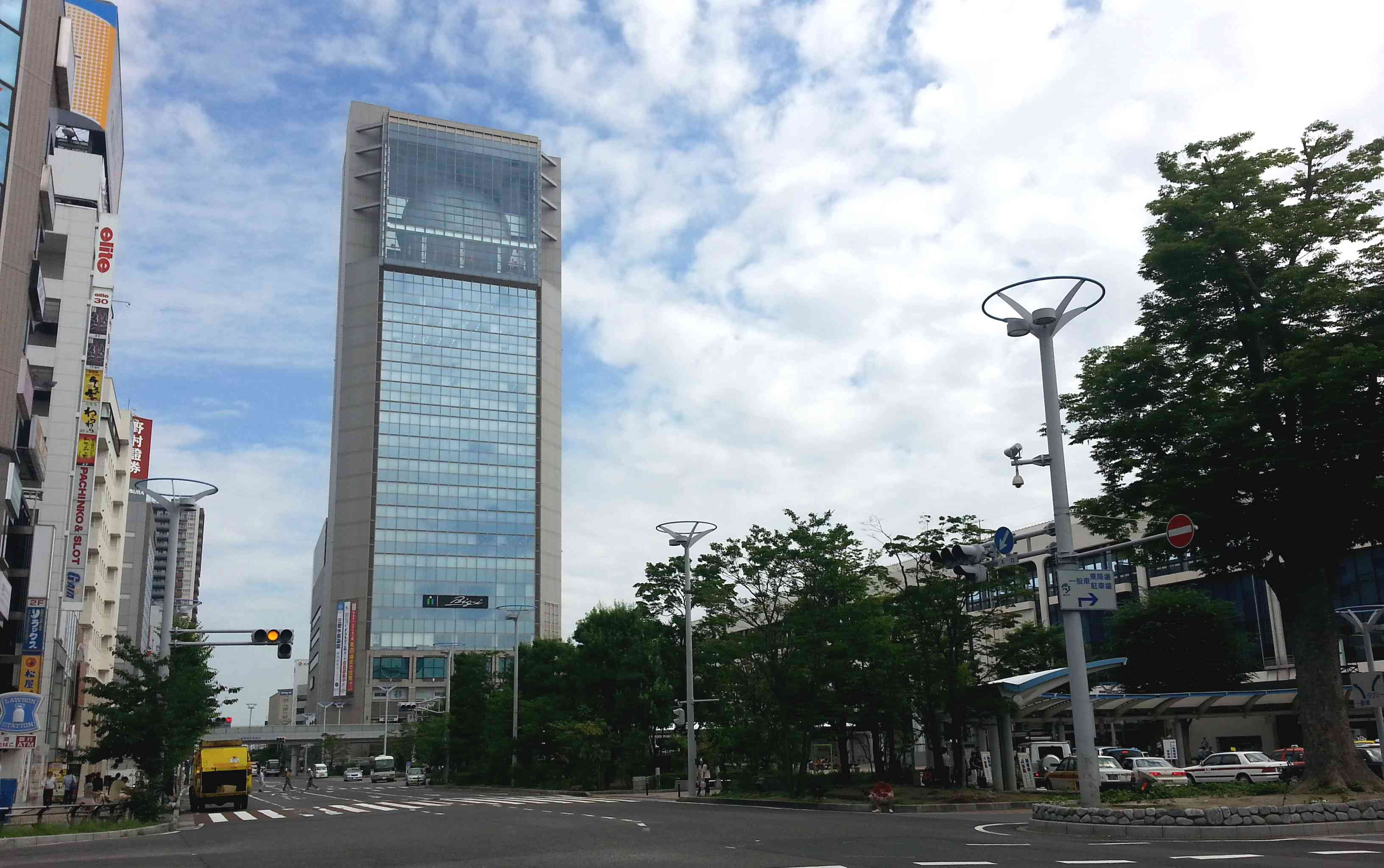
ビッグアイ（中央左） 20 - 23階が郡山市ふれあい科学館

## 施設概要
宇宙劇場と展示ゾーンは有料エリア。料金は公式サイトを参照。

### 宇宙劇場（プラネタリウム）
- 直径23 m傾斜型ドーム
- 座席数：238席
- 投影機：五藤光学Super-HELIOS
- 大型映像：五藤光学バーチャリウムⅡ

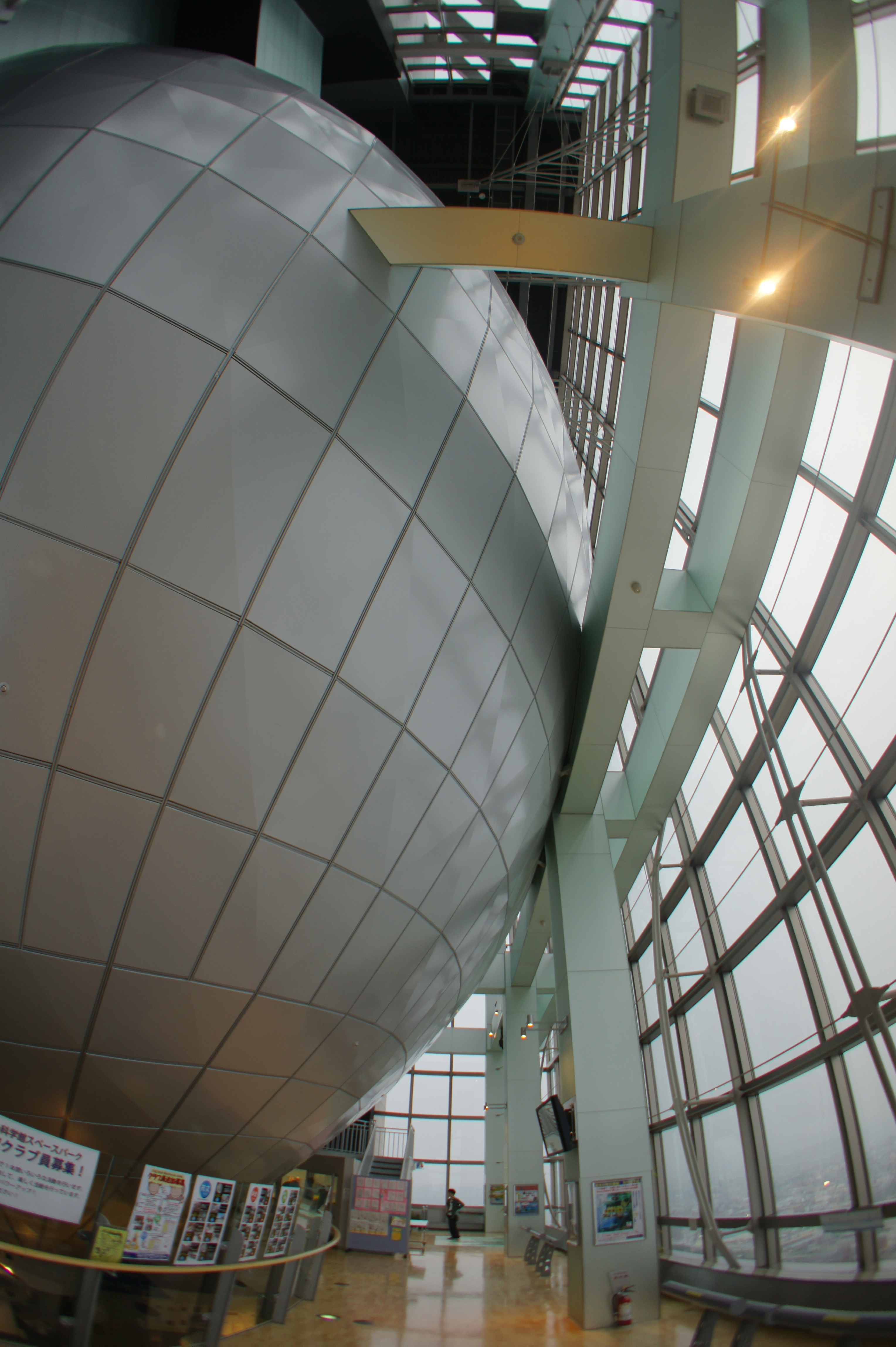
22階から見たドーム

### 展示ゾーン
- トリプルスピン（宇宙飛行士の訓練体験装置）
- 宇宙探検シミュレーション
- ムーンジャンプ（月面上の重力を体験できる）
- 宇宙探査車操作体験
- びっくり実験ラボ（サイエンスショーや科学教室など実施）
- 隕石展示

### 鉄道模型ジオラマ
- 面積40 m2
- トレインシミュレーター
- ジオラマ解説（明治から現在の郡山駅前をジオラマとビデオで解説）

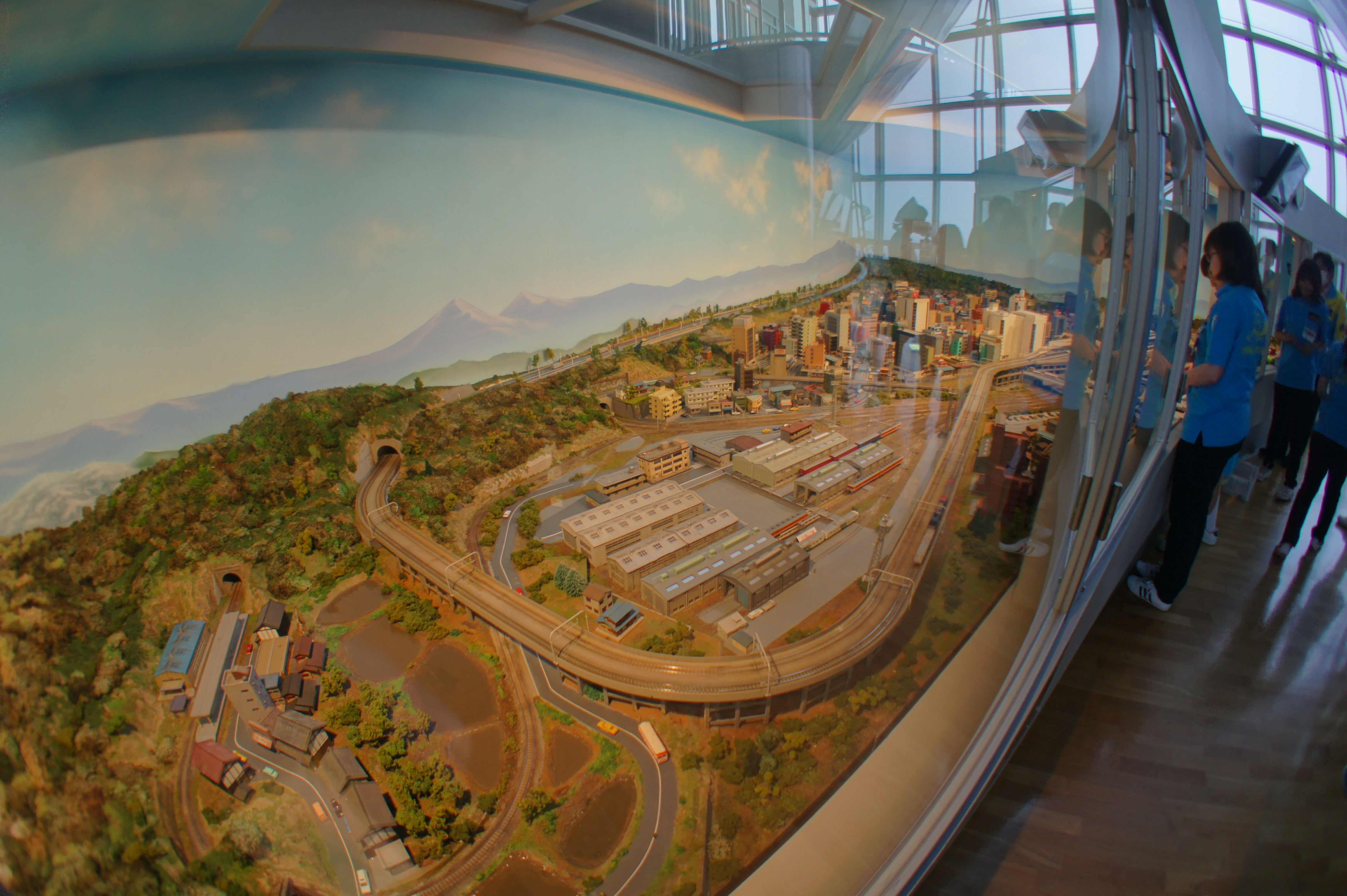
鉄道模型ジオラマ

### 展望フロア
地上96 mから郡山市市街地を望むことができる。

### 自動車
- トヨタ・サクシード
  - 松本零士の代表作『銀河鉄道999』の999号と主要登場人物を車体全面にラッピング施工[4]。

## 所在地
- 郡山市駅前2丁目11番1号 ビッグアイ20階 - 24階

## 交通アクセス
- JR東日本 郡山駅下車徒歩1分